# Egyptens femte dynasti
Egyptens femte dynasti varade omkring 2465–2323 f.Kr. Dynastin räknas till det Gamla riket i det forntida Egypten.
I övergången till den femte dynastin skedde en förändring av kungaideologin där solguden Ra gavs en mer framträdande roll. Detta reflekterades i en sägen ur Westcar-papyrusen, nedtecknade långt senare, om hur dynastins tre första faraoner var söner till en av Ras prästinnor i ett hieros gamos med solguden. Kungatiteln "Ras son" kom därefter i bruk.
Pyramiderna byggdes i mycket mindre skala än tidigare och i anslutning till dessa lät man uppföra soltemplen i Abusir. De första religiösa texterna, Pyramidtexterna, uppträdde i slutet av dynastin på väggarna inuti Unas pyramid i Sakkara. Adelsmännens mastabagravar uppfördes i stor skala och försågs med väggreliefer i en livfull konstnärlig utsmyckning. 
Egypten under den femte dynastin hade vida kontakter med omgivande regioner, framförallt Byblos, Nubien, Palestina, Punt och Sinai. Kontakterna innebar såväl fredlig handel, krigsexpeditioner och gruvdrift.
| Födelsenamn | Tronnamn    | Regeringstid (låg kronologi) |
| ----------- | ----------- | ---------------------------- |
| Userkaf     | Irymaat     | 2465–2458 f.Kr.              |
| Sahura      | Nebkhau     | 2458–2446 f.Kr.              |
| Kakai       | Neferirkara | 2446–2426 f.Kr.              |
| Izi         | Shepseskara | 2426–2419 f.Kr.              |
| Neferefra   | Khaineferra | 2419–2416 f.Kr.              |
| Ini         | Neuserra    | 2416–2392 f.Kr.              |
| Ikau        | Menkauhor   | 2396–2388 f.Kr.              |
| Izezi       | Djedkara    | 2388–2356 f.Kr.              |
| Unas        | Wadjtawy    | 2356–2323 f.Kr.              |